# Pseudanthias calloura
Pseudanthias calloura es una especie de peces de la familia Serranidae en el orden de los Perciformes.

## Morfología
• Los machos pueden llegar alcanzar los 10 cm de longitud total y las  hembras 9,46.
- Número de  vértebras: 26.[1][2]

## Hábitat
Es un pez  de mar de clima tropical  que vive entre 53-56 m de profundidad.

## Distribución geográfica
Se encuentran en República de Palau.